# Alto commissario per la pianificazione
L'Alto commissario per la pianificazione (in arabo المندوبية السامية للتخطيط‎?, al-Mandūbiyya as-sāmiyya li-t-taḫṭīṭ, in francese Haut Commissariat au Plan - HCP, in spagnolo Alto Comisionado de Planificación) è un dicastero del governo marocchino responsabile della produzione, dell'analisi e della pubblicazione di statistiche ufficiali in Marocco.

## Storia
- 10 settembre 2003: Re Mohammed VI nomina Ahmed Lahlimi Alami Alto Commissario per la Pianificazione.
- 26 gennaio 2012: Promulgazione del Decreto n. 74-12-2 relativo ai poteri dell'HCP.
- 5 aprile 2012: Promulgazione del Decreto n. 152-12-2 che sostituisce la denominazione "Ministero della Pianificazione e delle Previsioni Economiche" con "Alto Commissariato per la Pianificazione" nei testi legislativi e regolamentari.

## Organizzazione

### Centrale amministrativa
- Alto commissario per la pianificazione
- Ispezione generale
- Cabina
- Segreteria generale
- Dipartimento di statistica
- Direzione della pianificazione
- Dipartimento di previsioni e prospettive
- Direzione dei conti nazionali
- Dipartimento delle risorse umane

### Centri e scuole sottoposti alla supervisione dell'HCP
- Centro nazionale di documentazione
- Centro nazionale per la valutazione dei programmi
- Centro per gli studi e la ricerca demografica
- Osservatorio delle condizioni di vita della popolazione
- Istituto nazionale di analisi economica
- Istituto nazionale di statistica ed economia applicata
- Scuola di scienze dell'informazione

### Enti decentralizzati
- Direzioni regionali